# Église Saint-Louet de Saint-Louet-sur-Seulles
L'église Saint-Louet est une église catholique du XIVe siècle située à Saint-Louet-sur-Seulles, en France.

## Localisation
L'église est située dans le département français du Calvados, dans le petit bourg de Saint-Louet-sur-Seulles.

## Historique
Le portail occidental est inscrit au titre des Monuments historiques depuis le 16 mai 1927.